# Old Palace, Canterbury
The Old Palace eller The Archbishop's Palace (Gamla palatset, Ärkebiskopens palats) är en kulturhistorisk byggnad belägen på katedralsområdet vid Canterbury Cathedral, i Canterbury, Storbritannien och residens för ärkebiskopen av Canterbury
Palatset började byggas av ärkebiskop Lanfranc på 1000-talet, och var biskopens residens vid katedralen under stora delar av medeltiden, innan det förstördes och förföll under Engelska inbördeskriget på 1650-talet. Det återuppbyggdes i slutet av 1800-talet och fungerar sedan 1896 återigen som ärkebiskopens residens i Canterbury. 

## Bakgrund
Canterbury etablerades som biskopssäte i slutet av 500-talet och början av 600-talet, när missionären och munken Agustinus sändes ut av påve Gregorius den store för att kristna kung Ethelbert och kungadömet Kent.
Efter den normandiska erövringen 1066 övertogs biskopssätet av normandiska biskopar, varav Lanfranc färdigställde katedralen år 1077. Lanfranc lät också bygga en bostad för sina besök i Canterbury, vilken utgör grunden för Old Palace.
Byggnaden utökades i slutet av 1100-talet och igen på 1220-talet. Den stora salen (Great Hall) blev då en av den brittiska medeltidens största, fullt jämförbar med Westminster Hall i London. Den uppfördes under ärkebiskop Hubert Walter, som också lade grunden för Lambethpalatset, och ärkebiskop Stephen Langton. Stora salen stod kvar till 1650-talet, och återupptäcktes i samband med arkeologiska utgrävningar på platsen på 1980-talet.
I slutet av 1800-talet beslut ärkebiskop Frederick Temple att bosätta sig i Old Palace, och lät restaurera området under ledning av arkitekt William Douglas Caröe.
Idag består en stenbeklädd portalbyggnad (Gate House) i tre våningar från 1500-talet. Fasaden har restaurerats, men byggnaden är i övrigt mycket välbevarad. Enstaka byggnadsdetaljer från medeltiden finns också bevarade, men i huvudsak består Old Palace nu av de återuppförda byggnaderna från 1896. Ytterligare en omfattande restaurering avslutades 2006.

## Nuvarande användning
Old Palace är huvudsakligt residens för ärkebiskopen av Canterbury, men i praktiken vistas denna mestadelen av sin tid i London och använder sig då av Lambethpalatset. Under senare tid har delar av fastigheten därför även använts som residens för stiftets suffraganbiskop, biskopen av Dover.

## Bilder

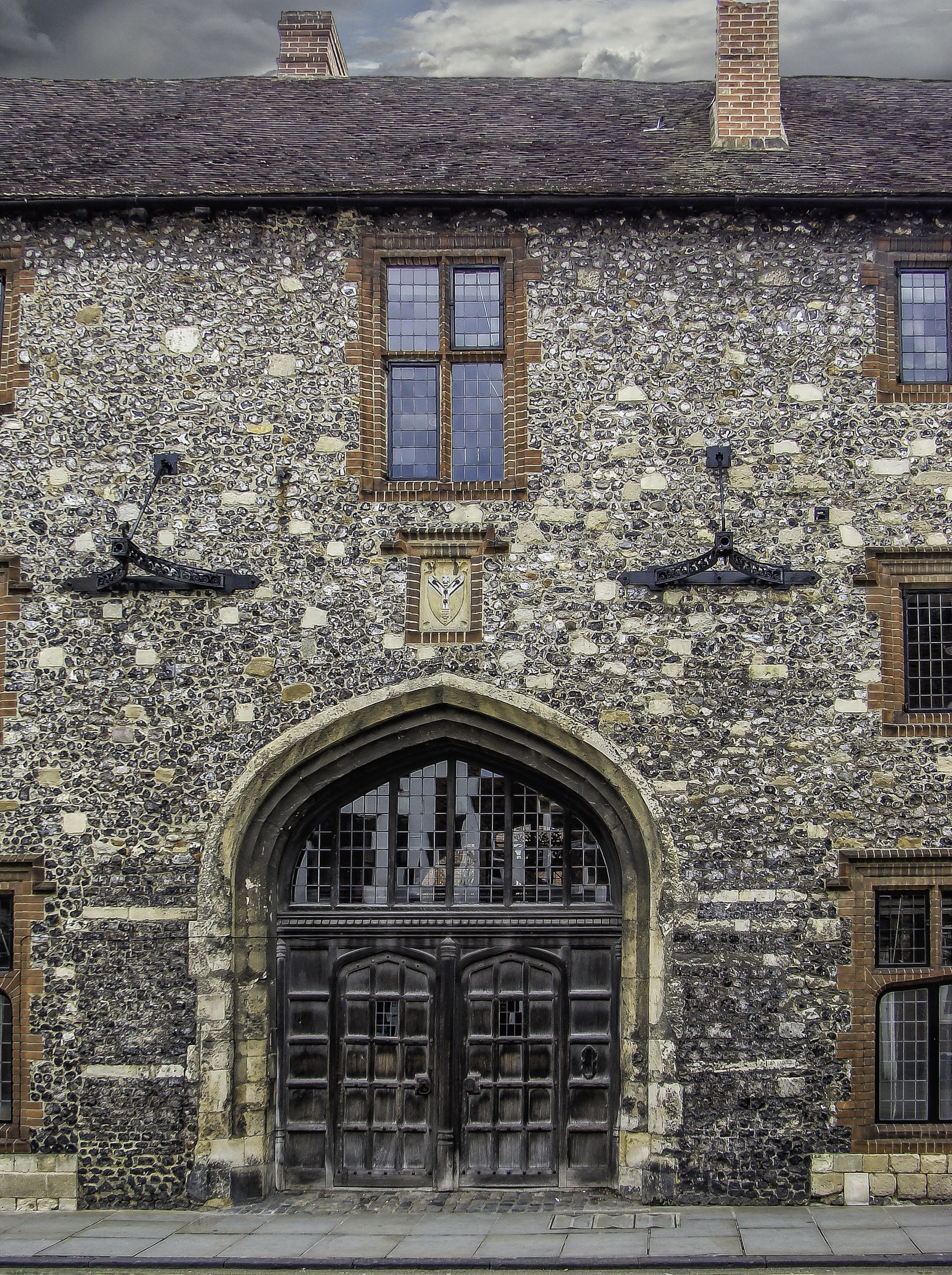
Portval och entré till palatset.
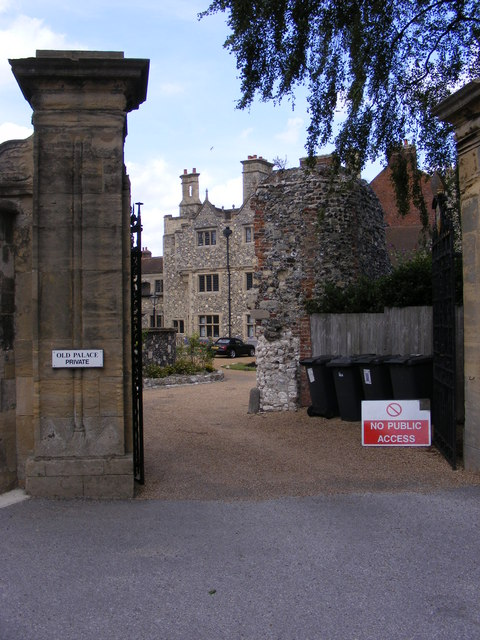
Vid västra änden av katedralsområdet.
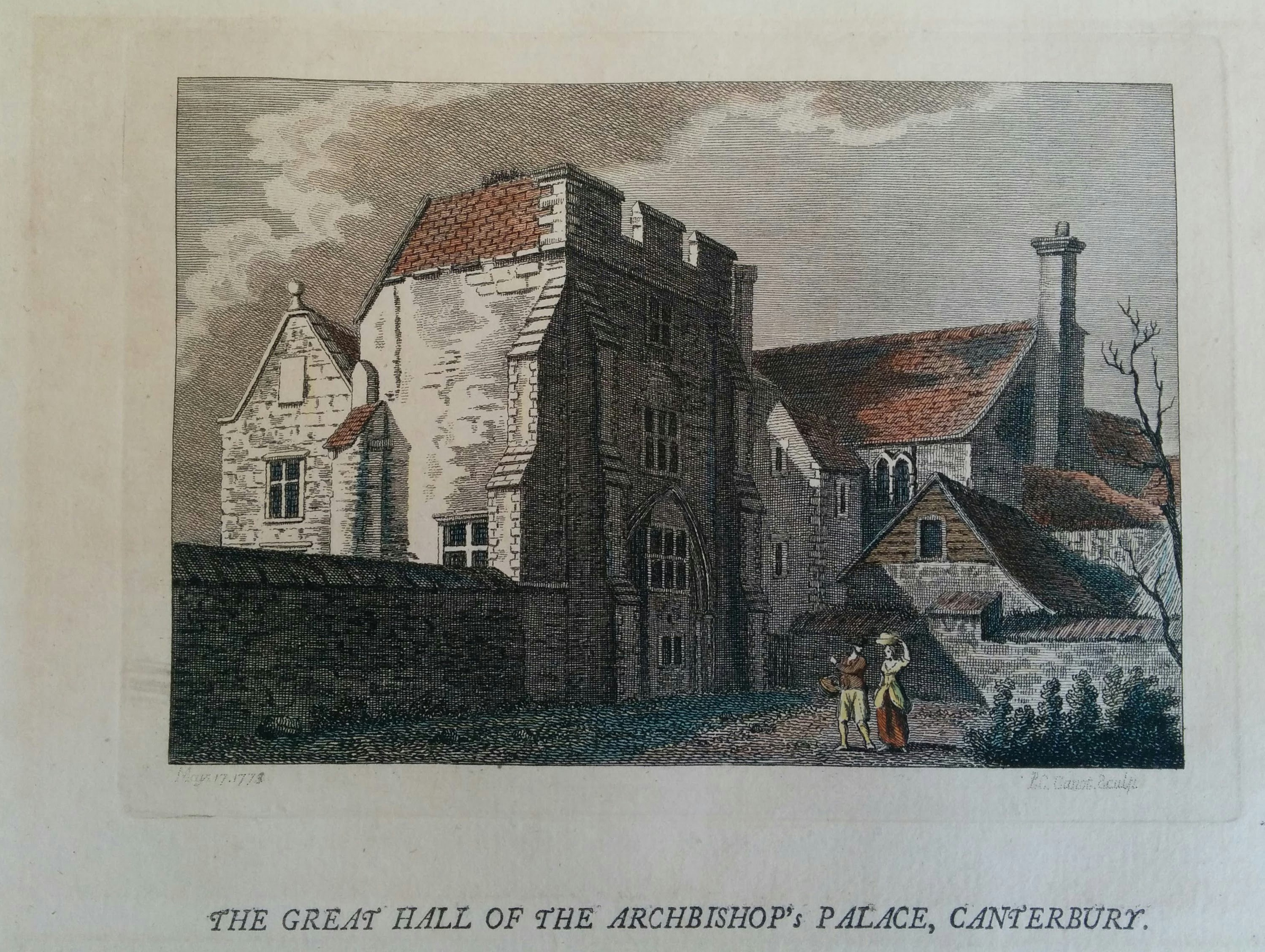
Teckning av stora salen (1769)
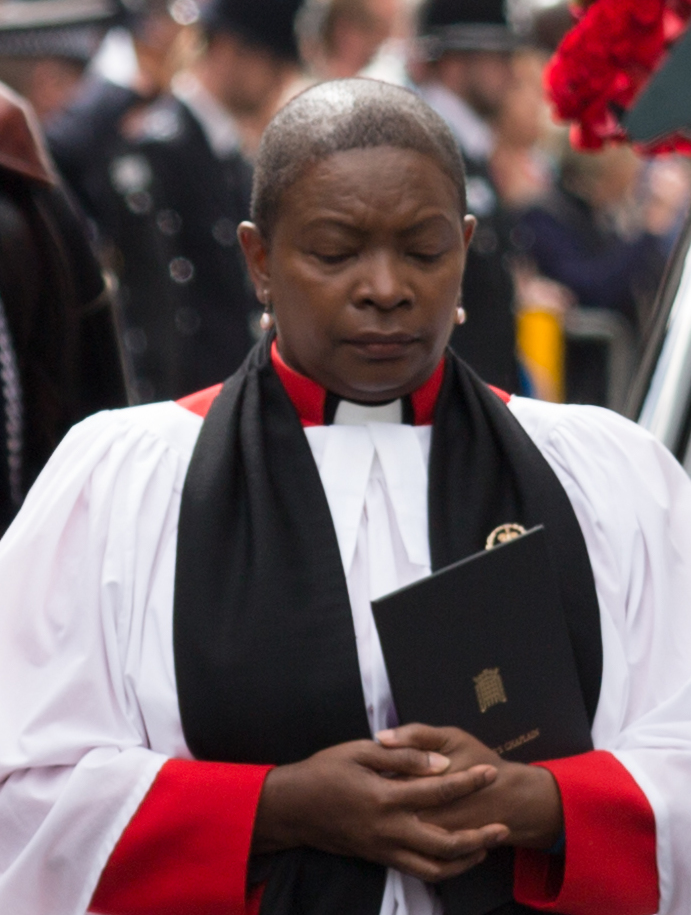
Biskopen av Dover Rose Hudson-Wilkin.